# Paweł Nowak (filolog)
Paweł Nowak – polski filolog, profesor nauk społecznych.

## Życiorys
W 1991 r. ukończył studia filologii polskiej na Uniwersytecie Marii Curie-Skłodowskiej w Lublinie, w 1999 r. doktoryzował się na podstawie pracy zatytułowanej Opozycja swój-obcy jako zasada organizacji językowego obrazu świata (na materiale publicystyki krajowej z pierwszej połowy lat pięćdziesiątych), której promotorem był prof. Ryszard Tokarski, w 2012 r. otrzymał habilitację. W 2023 r. uzyskał tytuł profesora nauk społecznych.
Został pracownikiem naukowym w Wyższej Szkole Humanistyczno-Przyrodniczej Studium Generale Sandomiriense w Sandomierzu, w Społecznej Akademii Nauk z siedzibą w Łodzi, na Uniwersytecie Marii Curie-Skłodowskiej w Lublinie, w Wyższej Szkole Przedsiębiorczości i Administracji w Lublinie, na Katolickim Uniwersytecie Lubelskim Jana Pawła II, oraz na Uniwersytecie Opolskim.
Jest członkiem Rady Języka Polskiego Prezydium PAN i Komisji Etyki Komunikacji PAU, a także Komitetu Narodowego do spraw Współpracy z Europejską Federacją Narodowych Instytucji Językoznawczych (EFNIL) Polskiej Akademii Nauk.